# Ат-Тавила
Ат-Тавила (араб. الطويلة‎; DMG: aṭ-Ṭawīla; англ. At Тawilah или At Tawila) — это небольшой город в мухафазе аль-Махвит, Йемен.

## География
Город доминирует в западной части мухафазы аль-Махвит и южной части гор Хараз (Джебель Хараз). Ат-Тавила построен на горе, называемой аль-Карани (англ. al-Karani), на высоте 2650 м (по другой информации, 2400 м) над уровнем моря и в окружении впечатляющих ландшафтов с террасами.

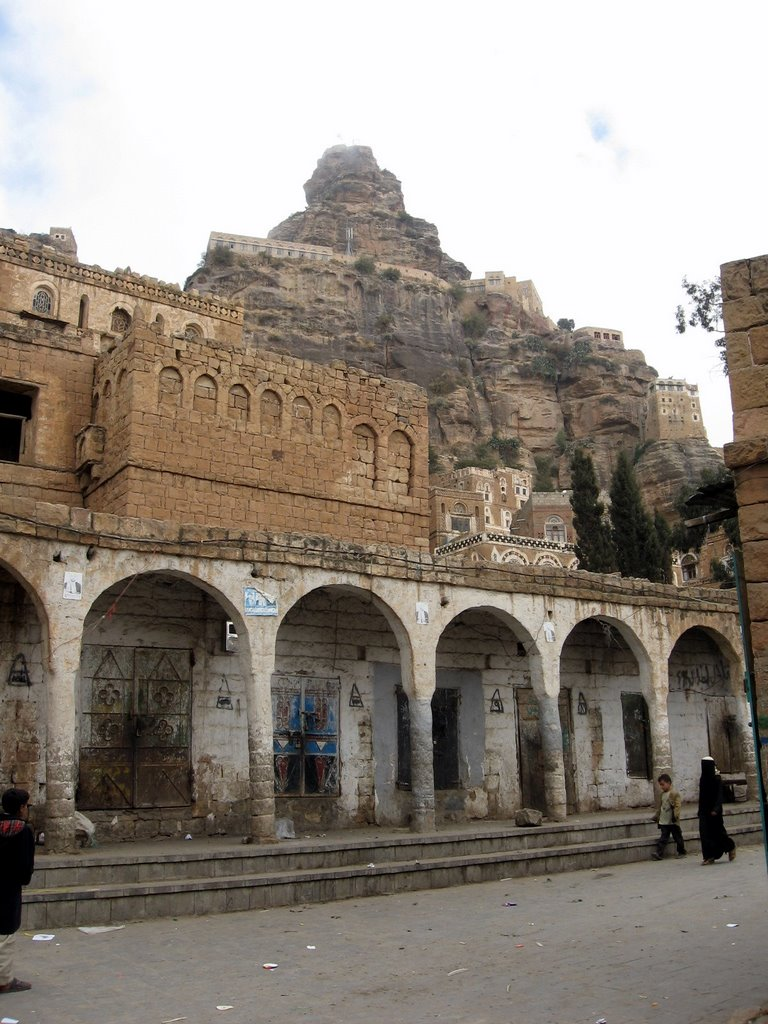
Базарная улица в Ат-Тавила в полдень пуста, магазины закрыты.

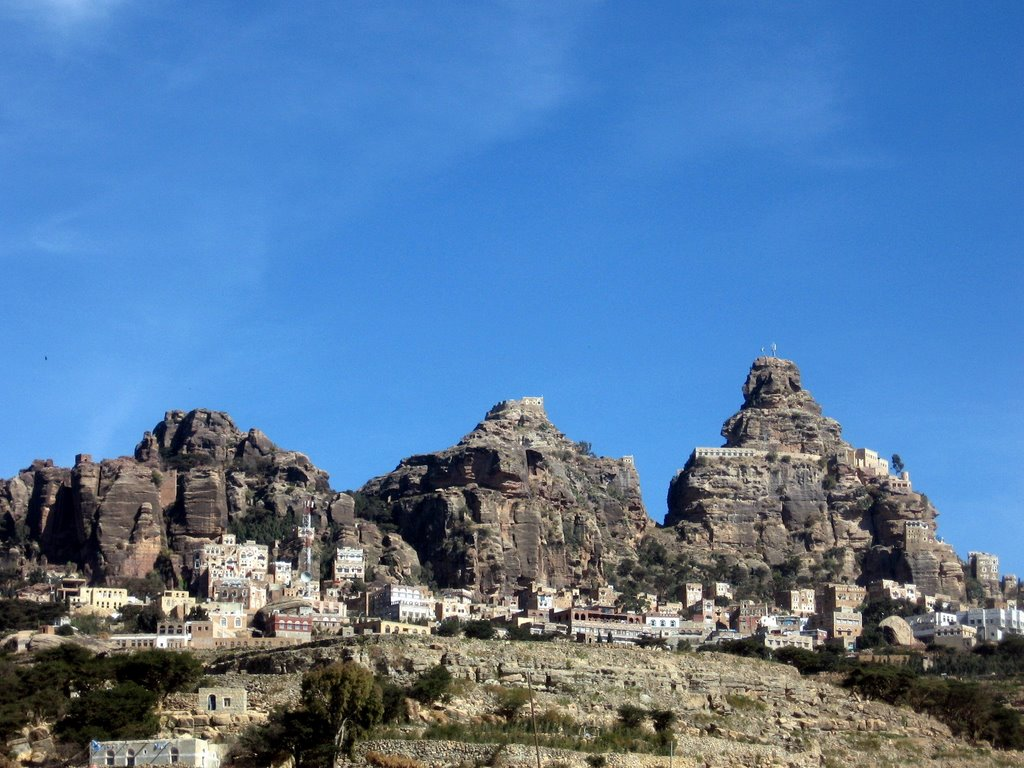
Ае-Тавила в январе 2007 года.

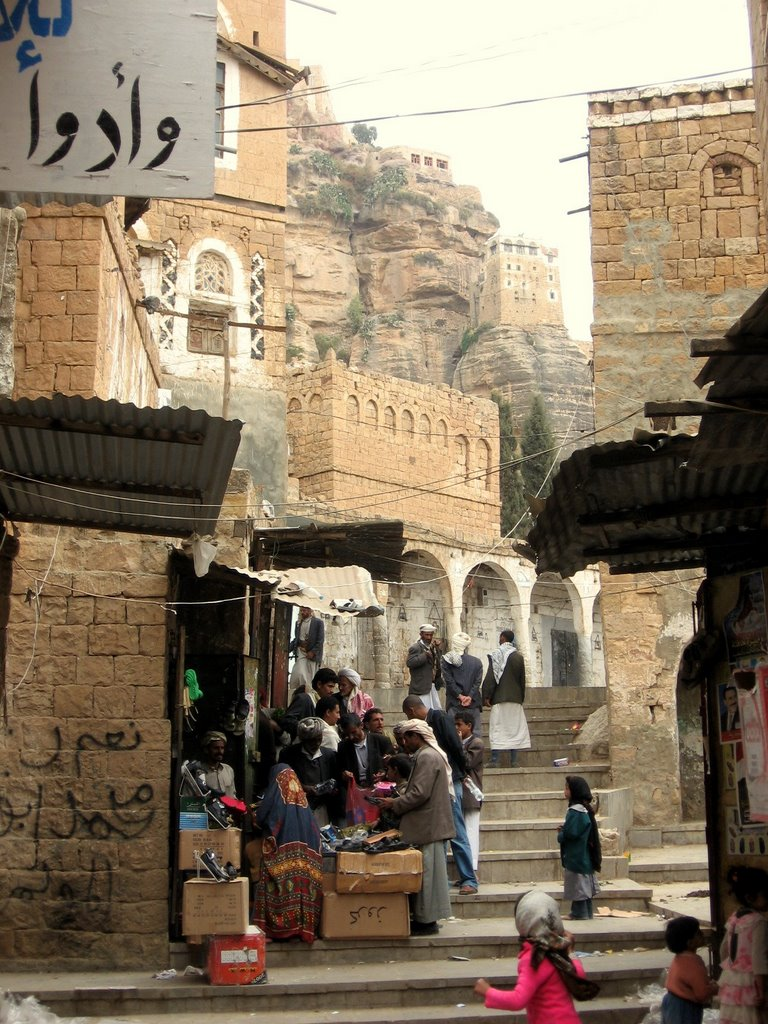
Но некоторые торгуют и в полдень на базарной улице в Ат-Тавила.

Город Ат-Тавила расположен на полпути между городами Шибам-Коукэбэн на востоке и Эль-Махвит западе и приблизительно в 55 км (по другой информации, около 70 км) на северо-запад по прямой линии от столицы Санаа.
В 30 км восточнее от Ат-Тавила находится город Шибама у горы Каукабани, или, как говорят проще, Шибан Каукабан.. В отличие от другого города Шибам, в мухафазе Хадрамаут.

## История
Ат-Тавила не упоминалась ранее 1210 года. Предположительно, населённый пункт Ат-Тавила был создан как оплот Зайди-шиитов в период Имама аль-Мансура Абд ибн Хамза (1187-1217). Малый городской рынок и графство не имеют соответствующего участия в истории Йемена. В наше время стал столицей када.

## Описание города
В Ат-Тавила пости все жилые дома построены из больших каменных блоков. Каменоломни всё время были поблизости и в камнях не было недостатка. Часто карьеры сами служили стройками.
На возвышающемся над городом плато расположились руины крепости Мутахар-Бин-Шараф-Уддин V века н.э.
В городе до сих пор активно работает старый Сук (рынок). В воскресенье проводится еженедельный рынок. В 1987 году Сук получил известность, так как частично был реконструирован и представлен на выставке о Йемене в Музее Этнологии в Мюнхене.